# Ponická dúbrava
Ponická dúbrava este o arie protejată (arie specială de conservare — SAC, sit de importanță comunitară — SCI) din Slovacia întinsă pe o suprafață de 13,28 ha, integral pe uscat.

## Localizare
Centrul sitului Ponická dúbrava este situat la coordonatele 48°41′37″N 19°18′29″E / 48.693611°N 19.308056°E.

## Înființare
Situl Ponická dúbrava a fost declarat sit de importanță comunitară în aprilie 2004 pentru a proteja un număr necunoscut de specii din flora spontană și fauna sălbatică aflate în arealul zonei. Situl a fost protejat și ca arie specială de conservare în martie 2004.

## Biodiversitate
Situată în ecoregiunea alpină, aria protejată conține 2 habitate naturale: Păduri de fag Luzulo-Fagetum, Păduri de fag Asperulo-Fagetum.
La baza desemnării sitului se află un număr nedeclarat de specii protejate.
Pe lângă speciile protejate, pe teritoriul sitului au mai fost identificate 2 specii de amfibieni, 9 specii de mamifere, 1 specie de reptile.